# Festival Velha Joana
O Festival Velha Joana é um festival brasileiro de teatro realizado anualmente no município de Primavera do Leste, no Mato Grosso. Sua primeira edição ocorreu em 2007. O evento integra o Circuito de Festivais de Teatro de Mato Grosso que tem como objetivo valorizar as artes cênicas no estado.
O festival reúne grupos e coletivos, teatro na escola e escolas de teatro. Ao longo dos anos, promoveu apresentações em palcos, ruas, praças, salas alternativas, casas, terrenos, quadras esportivas, pistas de skate e piscinas.
Em 2020, por conta da pandemia de COVID-19, o evento foi realizado de forma híbrida online e presencial. A edição de 2022 reuniu quase 600 profissionais, 43 espetáculos, 30 debates e ainda um encontro de municípios. O público estimado foi de cerca de 10.000 pessoas. A edição seguinte contou com 70 apresentações e atraiu um público de mais de 12 mil pessoas para a cidade.